# Zygostates obliqua
Zygostates obliqua là một loài thực vật có hoa trong họ Lan. Loài này được (Schnee) Toscano mô tả khoa học đầu tiên năm 2001.